# Amortiguamiento

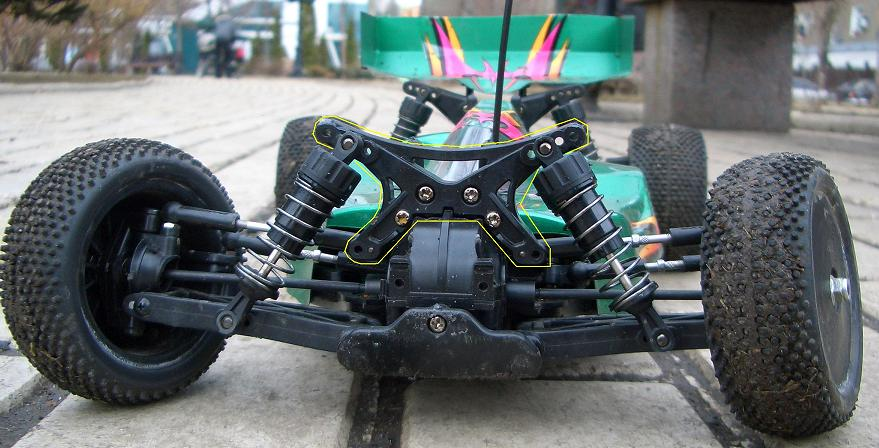
Amortiguadores de torre en un Buggy

La amortiguación o amortiguamiento se define como la capacidad de un sistema o cuerpo para disipar energía cinética en otro tipo de energía. Típicamente los amortiguadores disipan la energía cinética en energía térmica y/o en energía plástica (e.g. atenuador de impactos), es decir, la función de un amortiguador es recibir, absorber y mitigar una fuerza tal, ya sea porque se ha dispersado o porque la energía se ha transformado de forma que la fuerza inicial se haya hecho menor. Cuanto mejor sea la amortiguación de la fuerza inicial, menor será la fuerza recibida sobre el punto final.
El amortiguamiento es un parámetro fundamental en el campo de las vibraciones, también en el desarrollo de modelos matemáticos que permiten el estudio y análisis de sistemas vibratorios, como lo son: estructuras metálicas, motores, maquinaria rotativa, turbinas, automóviles, etc. Esto va encaminado a la teoría de que todo sistema vibratorio (regularmente sistemas mecánicos) tiene la capacidad de disipar energía. Para el control de vibraciones e impactos en maquinaria se utiliza el concepto de amortiguamiento como una técnica para disipar energía del sistema, manipulando así la amplitud de vibración en el sistema y otros parámetros de estudio. 
Existen muchos inventos que aplican los principios de las fuerzas mecánicas los cuales tienen el objetivo de anular o disipar un impacto.
También, amortiguación es la disipación de energía en una estructura mecánica y su conversión en calor. Hay varios mecanismos de amortiguación, los más importantes son la amortiguación Coulomb y la amortiguación viscosa.

## Tipos de amortiguamiento
Un sistema mecánico que posea masa y elasticidad tendrá una frecuencia natural y además la particularidad de llegar a vibrar; si se le proporciona energía al sistema este tenderá a vibrar, o si una fuerza externa actúa en el sistema con cierta frecuencia, el sistema podría entrar en un estado de resonancia y esto a su vez significaría una condición de alta vibración y el sistema se vuelve inestable y dispuesto a fallar. En todo esto se fundamenta la importancia del estudio del amortiguamiento, principalmente en ingeniería mecánica.
Existen diferentes mecanismos o tipos de amortiguamiento, según sea su naturaleza:
- Amortiguamiento fluido. Se produce por la resistencia de un fluido al movimiento de un sólido, siendo este viscoso o turbulento.
- Amortiguamiento por histéresis. Se ocasiona por la fricción interna molecular o histéresis, cuando se deforma un cuerpo sólido.
- Amortiguamiento por fricción seca. Es causado por la fricción cinética entre superficies deslizantes secas ( {\displaystyle F=\mu N} ).

## Fuerza de amortiguación en fluidos (régimen lineal)
Existen diversas modelizaciones de amortiguamiento, la más simple de ellas consta de una partícula o masa concentrada, que va perdiendo velocidad bajo la acción de una fuerza de amortiguamiento proporcional a su velocidad:

{\displaystyle F=C{\frac {{\rm {d}}x}{{\rm {d}}t}}}

donde:
- F es la fuerza de oposición al movimiento medida en Newton.
- C es el amortiguamiento real del sistema medido en N/(m/s).
- dx/dt es la velocidad del sistema medida en m/s.

Este modelo es aproximadamente válido para modelizar la amortiguación por fricción entre superficies de sólidos, o el frenado de un sólido en el seno de un fluido en régimen laminar.
Otro modelo que generaliza al anterior es la amortiguación que se da en una edificación durante una sacudida sísmica u otra situación dinámica equiparable. En ese modelo sobre cada planta aparecerá una fuerza de atenuación dada por:

{\displaystyle F_{i}=\sum _{j}C_{ij}{\frac {{\rm {d}}x_{j}}{{\rm {d}}t}}}

Donde:
{\displaystyle F_{i}\,} es la resultante de amortiguamiento sobre el forjado de la planta i-ésima.
{\displaystyle C_{ij}\,} es un elemento de la matriz de amortiguamiento {\displaystyle \mathbf {C} } de la estructura.
{\displaystyle x_{j}\,} el desplazamiento global de la planta j-ésima.
De manera práctica, la matriz de amortiguamiento se aproxima por una matriz que sea combinación de la matriz de masa y la matriz de rigidez de la estructura:

{\displaystyle \mathbf {C} ={\frac {1}{\tau _{1}}}\mathbf {M} +\tau _{2}\mathbf {K} }

Donde {\displaystyle \scriptstyle \tau _{1},\tau _{2}} son dos tiempos característicos que deben ajustarse experimentalmente. Si se introducen las llamadas coordenadas normales entonces el coeficiente de amortiguamiento considerado en las normas sísmicas se relaciona con las frecuencias propias y los tiempos anteriores mediante la relación:

{\displaystyle \nu _{i}={\frac {1}{2}}\left({\frac {1}{\tau _{1}\omega _{i}}}+\tau _{2}\omega _{i}\right)}

## Amortiguamiento por histéresis
Además del lineal, existen otros modelos de amortiguamiento, por ejemplo, el llamado «modelo de amortiguamiento por histéresis» o «modelo de amortiguamiento estructural».
En una viga de metal vibrando, el amortiguamiento interno se puede describir por una fuerza proporcional al desplazamiento, pero en fase con la velocidad. La ecuación que describe el movimiento con un solo grado de libertad será:
{\displaystyle m{\ddot {x}}+hxi+kx=0,}
donde h es la constante de amortiguamiento por histéresis, k es la «constante de resorte» del material e i es la unidad imaginaria. Otra forma común de escribir la ecuación anterior es
{\displaystyle m{\ddot {x}}+k(1+i\eta )x=0,}
donde η es la razón de amortiguamiento por histéresis, es decir, la fracción de energía disipada en cada ciclo.

## Vehículos
En la tecnología de los automóviles, unos de los inventos más conocidos son los amortiguadores y los neumáticos empleados en el sistema de la suspensión del vehículo para suavizar el camino en el transporte; hay otros elementos que tienen el mismo fin, como muelles y hasta el asiento para el piloto, pero otros se enfocan en la protección vital, tal es el caso de las bolsas de aire.

## Amortiguación aplicada en los deportes
Mucho del equipo de protección empleado por atletas tiene la finalidad de ayudar a resistir un impacto, pues este podría llegar a ser mortal en algunos casos, ya sea un golpe por un puñetazo o por una patada, o un impacto resultante de una caída, o quizá un choque ocasionado por un objeto que ha sido lanzado.
Pero no sólo el equipo de protección presenta elementos que inducen a la amortiguación. Las propiedades de la superficie donde se practique el deporte también es un factor a ser considerado.

### Atletismo
Muchas veces enfocado en el calzado ilustrado por el uso de zapatillas de running, o en las rodillas y sobre la pista.

### Béisbol
Presente en el peto del receptor del Umpire, o en el alcolchonamiento de los límites en los jardines.

### Ciclismo
Los neumáticos, el terreno y los resortes en una bicicleta de montaña, por ejemplo.

### Fútbol americano
El fútbol americano es un deporte de constante choque.
- Casco. En el pasado, los cascos fueron hechos de cuero, pero hubo jugadores que sangraron por falta de mayor protección en la cabeza; así es que su diseño se fue transformando, y adquirieron mayor volumen además de que se empezaron a emplear mayor diversidad de materiales. En su interior, se incorporaron tiras de tela elástica (resorte) pero con el tiempo ese diseño fue sustituido por un sistema más eficiente de gajos, los cuales por ser colchones independientes mitigan mejor el impacto. Más aún, en años recientes, se ha añadido una capa más en la parte exterior de algunos cascos profesionales, para así ayudar a evitar que el jugador quede inconsciente.
- Hombreras. Las clavículas están protegidas por las hombreras, las cuales amortiguan los golpes durante tacleos y jugadas de bloqueo.
- Tablas. Las tablas son parte de la indumentaria deportiva del jugador de fútbol americano particulares a la zona de los muslos (cuatriceps).

### Fútbol
La mayor cantidad del equipo de protección está situada en la parte inferior de cuerpo. Desde las espinilleras, hasta el calzado, el cual puede incluir costuras y diseños exteriores. Los porteros emplean guantes y rodilleras.